# LL Cool J
Джеймс Тодд Сміт (англ. James Todd Smith нар. 14 січня 1968 , Бей-Шор (Нью-Йорк), Нью-Йорк, США), більш відомий як LL Cool J (укр. Ел Ел Кул Джей) — американський хіп-хоп — виконавець, автор пісень, продюсер і актор. Сценічний псевдонім LL Cool J'я розшифровується як «Ladies Love Cool James» (укр. «Леді люблять Крутого Джеймса»). За свою кар'єру випустив 13 студійних альбомів. Популярність Джеймсу принесли його перші альбоми, " Radio " (1985) і " Bigger and Deffer " (1987). В кінці 1980-х його аудиторія зменшилася через появу " Public Enemy " і " NWA ", але Cool J повернувся на вершини хіт-парадів зі своїм четвертим альбомом " Mama Said Knock You Out " (1990), який зробив його одним з зірок хіп-хоп- музики.

### Ранні роки
Джеймс Тодд Сміт народився в родині Джеймса і Ондрея Сміт. Через кілька років відносини у його батьків зіпсувалися, і в результаті Джеймс переїхав з мамою до своїх бабусі і дідуся в район Квінс, Нью-Йорк.
У дитинстві хлопчик любив грати в футбол і співати в церковному хорі. Джеймс ріс в музичній родині. Так, наприклад, його дідусь грав на саксофоні, а мати - на акордеоні. На своє тринадцятиліття Джеймс отримав діджейську установку. Незабаром він зробив перший запис.

### «Walking with a Panther» (1989)
Свої перші демозаписи початківець репер посилає на лейбл Def Jam Recordings, який майже відразу ж підписує з ним договір. У 1984 році компанія звукозапису компанія випускає сингл «I Need A Beat», який досить швидко став хітом. Щоб зосередитися на створенні дебютного альбому, LL Cool J кинув школу.
У 1985 році LL Cool J випускає свій дебютний альбом «Radio». Він був дуже високо оцінений музичними критиками. У тому ж році альбом займає 46-е місце в Billboard 200 і 6-е місце в Top R & B / Hip-Hop Albums. У 1986 році альбом отримує золотий статус , а 1989 році - платиновий статус.

### «Bigger and Deffer» (1987)
Другий альбом LL Cool J'я, «Bigger and Deffer», випущений в 1987 році, стає мультиплатиновим, а дев'ята пісня з цього альбому - реп - балада «I Need Love» - зайняла 13-е місце в 100 Greatest Rap Songs.
У 1988 році Cool J був номінований на премію «American Music Award» як «Кращий соул / R & B-виконавець чоловічої статі».

### Особисте життя
У 1989 році LL Cool J випускає свій третій студійний альбом - «Walking with a Panther». Музичними критиками і шанувальниками хіп-хопу альбом був прийнятий досить стримано. Але незважаючи на це, альбом отримав платиновий статус, а Cool J був номінований на премію «Греммі» за краще реп-виконання.
В кінці 80-х тематика хіп-хопу стала більш соціальної. До цього часу популярність LL Cool J'я пішла на спад через оптимістичність його пісень і одноманітності репертуару. Альбом «Mama Said Knock You Out», що вийшов в 1990 році, повернув реперу колишню репутацію і популярність. Крім премії каналу MTV за краще реп - відео до хіту «Mama Said Knock You Out», в 1991 році Cool J отримав премію «Греммі» за краще сольне реп-виконання тієї ж пісні. Альбом став мульплатіновим. Сингл також увійшов в саундтрек до фільму «Напролом», в якому знявся і сам LL Cool J.

### «14 Shots to the Dome» (1993)
В 1993 року вже виходить  5-й альбом LL Cool J’я — «14 Shots To The Dome», який отримав золотий статус. В березні 1994 року Cool J який був названий  на «Грэмми» за найкраще сольне реп-виконування  в пісні «Stand By Your Man». 10 квітня 1995 року на NBC виходить телесеріал «В будинку»,де співак зіграв одну із головних ролей.
У листопаді 1995 року LL Cool J випускає черговий альбом під назвою «Mr. Smith». Він отримав статус мультиплатинового і приніс реперу величезний успіх. Головними хітами з того альбому стали сингли «Doin 'It» і «Loungin». Через деякий час за сингл «Hey Lover» Cool J отримує другу «Греммі». Це поки що останній мультиплатиновий альбом співака.
Влітку 1997 року в продаж надходить автобіографічна книга репера «I Make My Own Rules», яку він написав спільно з відомою журналісткою Карен Хантер. Потім виходить сьомий альбом LL Cool J'я — «Phenomenon», який отримав платиновий статус.
В цей же час починається біф Cool J'я з репером Canibus 'ом. Все почалося з того, що LL Cool J запросив Canibus'а взяти участь в записі синглу «4, 3, 2, 1» разом з реперами Method Man'ом, Redman'ом і DMX'ом. Під час запису Cool J'ю не сподобалася рядок Canibus'а «Yo L, is that a mic on your arm? Lemme borrow that», і він тут же написав свій куплет, де в уїдливою формі відповів Canibus'у. Останній сказав, що лише хотів віддати данину поваги LL Cool J'я. Тоді Cool J попросив Canibus'а замінити свою позицію і натомість обіцяв переписати свій куплет. Canibus переписав рядок, а Cool J залишив свій куплет без змін. Canibus дізнався про це тільки після виходу трека.
Canibus, в свою чергу, приготував відповідну запис «Second Round KO», в кліпі на яку знявся відомий боксер Майк Тайсон. Трек увійшов до дебютного альбому Canibus'а. LL Cool J відповів треком «The Ripper Strikes Back» і «Back Where I Belong». На обидва трека Canibus відповів своїм «Rip the Jacker». Біф закінчився тим, що Canibus покинув Def Jam Recordings.
У 1998 році, спільно з Dr. Dre випустив кліп на пісню Zoom.
У 1999 році виходять відразу три фільми, в яких Cool J зіграв одні з головних ролей: «Глибоке синє море», «На дні прірви» і «Щонеділі».

### «GOAT Featuring James T. Smith: The Greatest of All Time» (2000)
У 2000 році LL Cool J випускає альбом під назвою «GOAT Featuring James T. Smith: The Greatest of All Time». «GOAT»Був захоплено прийнятий слухачами і музичними критиками, і отримав платиновий статус. На сьогоднішній день, це останній альбом виконавця, який став платиновим.

### «10» (2002)

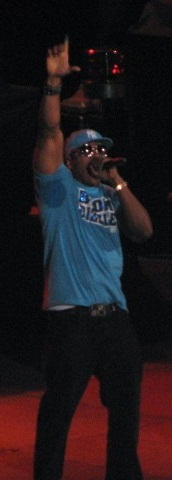
LL Cool J на концерті в Фініксі, штат Аризона

Наступний альбом LL Cool J'я, «10», випущений в 2002 році, отримує золотий статус. Хітами з цього альбому стали сингл «All I Have», який Cool J записав спільно з Дженніфер Лопес, і сингл «Paradise», записаний в дуеті з R & B - виконавицею Amerie. У тому ж році LL Cool J випускає книгу для дітей «And The Winner Is ...».
У 2004 році виходить 10-й студійний альбом репера - «The DEFinition», що став згодом золотим. Продюсерами альбому виступили Тімбаленд і R. Kelly. Завдяки «The DEFinition» в 2005 році LL Cool J був номінований на «Греммі» за кращий реп -альбом.

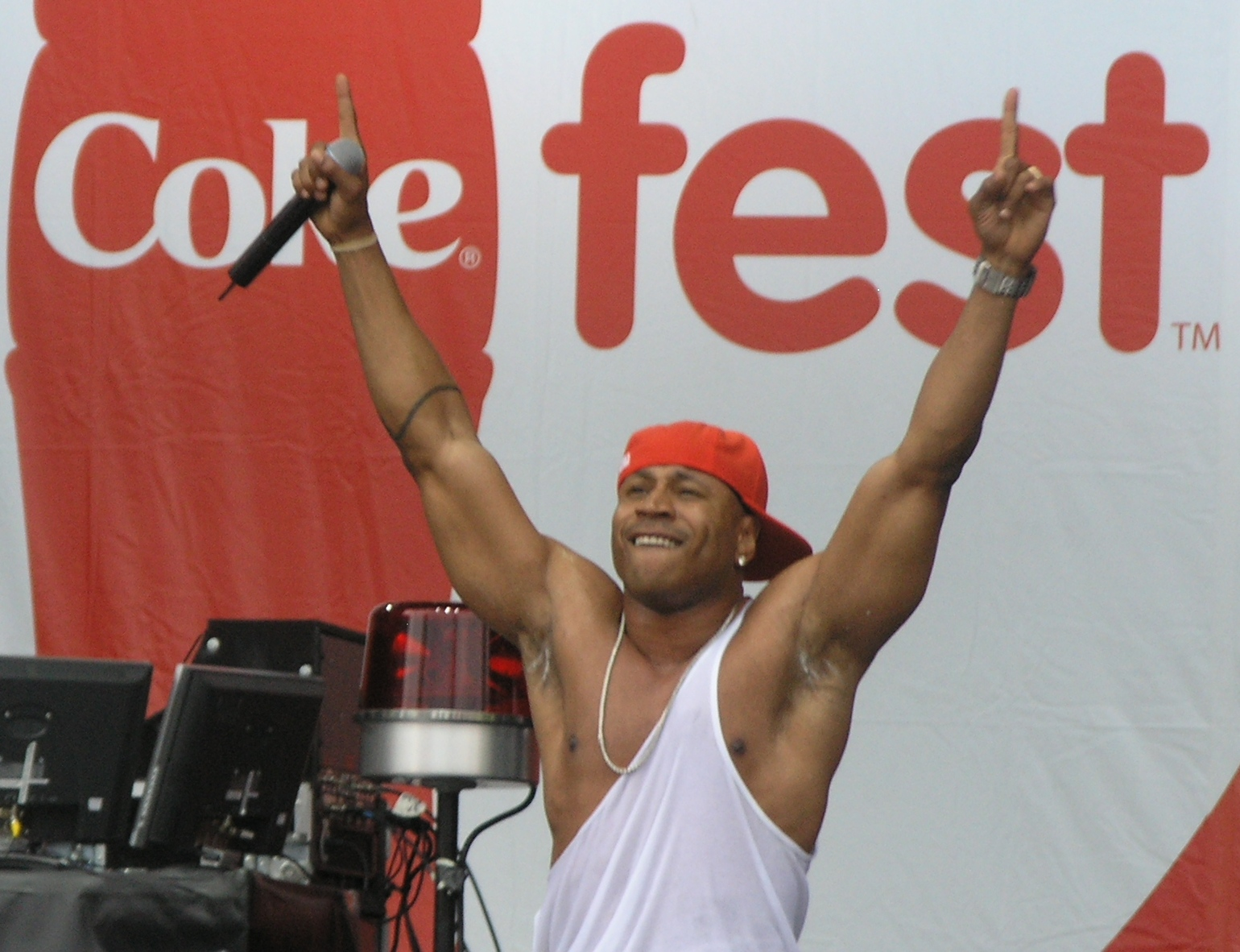
На виступі в Атланті, 2007 рік

11-й студійний альбом репера, «Todd Smith», вийшов 11 квітня 2006 року. Продюсерами альбому виступили Фаррелл і Скотт Сторч. Цей альбом є, поки що, останнім золотим в дискографії репера.
Також в 2006 році LL Cool J разом зі своїм персональним тренером Дейвом Хоніга написав книгу по фітнесі, «The Platinum Workout». Четверта книга репера, «LL Cool J (Hip-Hop Stars)», була написана в 2007 році.

### «Exit 13» (2008)
У липні 2006 року LL Cool J оголосив про те, що він збирається випустити черговий студійний альбом. Первісне назва альбому було «Todd Smith Pt. 2: Back to Cool». Цей альбом Cool J випустив 9 вересня 2008 року під назвою «Exit 13». Він став останнім альбомом LL Cool J, записаним на лейблі Def Jam Recordings після більш ніж 20-річної співпраці. Спочатку, виконавчим продюсером альбому повинен був стати 50 Cent, але в результаті Cool J сам виступив в цій ролі, а 50 Cent взяв участь у записі синглу «Feel My Heart Beat».

### «Authentic» (2013)
Тринадцятий студійний альбом хіп-хоп виконавця LL Cool J. Перша назва релізу було «Authentic Hip Hop». Альбом вийшов 30 квітня 2013 року. Даний диск отримав змішані відгуки в пресі.

### «GOAT Featuring James T. Smith: The Greatest of All Time 2» (TBA)
Влітку 2014 року, репер оголосив про чергове релізі. У жовтні стало відомо, що він стане сиквелом альбому «GOAT» чотирнадцятирічної давності. Спочатку вихід платівки планувався на той же рік, але потім його перенесли орієнтовно на 2016-й. У березні 2016 році репер оголосив про вихід нового альбому, а даний проект був відкладений на невизначений термін.
У вересні 2019 року LL Cool J повернувся додому на Def Jam. Лейбл, як повідомляється, не може розголошувати, коли репер випустить нову музику, але сказали, що це «може бути» найближчим часом.
Також LL Cool J випустив лінію своєї власної одягу під назвою «Todd Smith». За словами репера, це одяг переважно для заможних людей, в той час як буде і лінія для людей з меншим достатком під назвою «TS».
У 1993 році Cool J заснував лейбл «POG» (англ. Power of God і компанію «Rock The Bells». Пізніше він заснував інший лейбл, «Platinum Harvest».
За словами LL Cool J'я, якийсь час він був співвласником Def Jam Recordings, але потім продав свою частину власності. Він також відмовився від ролі президента Def Jam, мотивуючи це тим, що у нього недостатньо досвіду.
В даний час проживає в Манхассеті, штат Нью-Йорк разом з дружиною і чотирма дітьми .